# 岳州之战
岳州之战，1275年（宋恭帝德祐元年、元世祖至元十二年），宋元战争中，元朝将领阿里海牙率军在荆江口（洞庭湖入长江口，今湖南岳阳城陵矶）大败南宋将领高世杰，占领岳州（今湖南省岳阳市）的作战。
1274年十二月，荆湖行省左丞相伯颜率军攻占鄂州（今湖北省武汉市武昌区）后，命右丞阿里海牙率军四万驻守鄂州，亲率主力沿江东进。荆湖地区多数州县没有被元朝攻下，郢州（今湖北省钟祥市）可以威胁鄂州。1275年春，忽必烈命安抚使贾居贞为签书行中书省事，协助阿里海牙驻守鄂州，不断增兵，加强防御。派伯术、唐永坚等人四次持诏书告谕郢州，宋朝都统制张世杰率軍一万至临安（今杭州市）勤王，守城将士并没降元。阿里海牙与贾居贞商议，郢州不降的原因是因依托江陵府、岳州。江陵有重兵，如果不乘先取，春天水涨，元军会被宋军所败。忽必烈批准，派贾居贞驻守鄂州，阿里海牙军西进。南宋京湖四川安抚使朱祀孙命湖北安抚副使兼知岳州高世杰，联合郢州、复州（今湖北省天门市）、岳州三州共一千六百艘战船，二万军士，扼守荆江口，准备袭击鄂州。三月二十一日，阿里海牙率軍至荆江口，驻军东岸。夜半，高世杰率军退走。第二天黎明，宋军在洞庭湖口，船只列阵。阿里海牙命水军万户张荣攻打南宋中军，水軍万户解汝楫率领水军进击左右两翼，宋军战败，高世杰逃走。元军追至花港，派郎中张鼎新召降高世杰。宋朝约半数溃兵在都统密祐、刘俊带领下，退到江西。阿里海牙斩杀高世杰。以枪挑其头招降岳州，总制孟之绍献城降元。三月二十七日，阿里海牙派山东经略使王俨驻守岳州。